# Filippo Giudice Caracciolo
Filippo Giudice Caracciolo (Nápoles, 8 de março de 1767 - Nápoles, 23 de novembro de 1836) foi um cardeal italiano.

## Biografia
Nasceu em Nápoles em 27 de março de 1785. De uma família antiga e nobre. Filho mais novo de Francesco del Giudice-Caracciolo (1748-1821), duque de Gesso e príncipe de Cellamare, e Maria Vittoria Palma Artois (1763-1843), duquesa de Sant'Elia. Batizado no dia seguinte pelo bispo Filippo Lopez y Roja de Nola. Sobrinho do cardeal Giovanni Costanzo Caracciolo (1759). Outros cardeais da família foram Marino Caracciolo (1535); Innico Caracciolo,sênior (1666); Innico Caracciolo, Jr (1715); Nicolò Caracciolo (1715); e Diego Innico Caracciolo (1800). Seu sobrenome também está listado como Del Giudice.
Estudos iniciais com o padre Nicola Rossi, professor de retórica na Universidade Real de Nápoles. Em 1799, em Palermo, estudou com o padre teatino Giuseppe Re; e depois sob o padre Silvestro Gorgone. Ingressou na Congregação do Oratório de Nápoles em 1802. Estudou na Universidade de Nápoles, Nápoles (doutorado in utroque iuris , direito civil e canônico, 1816; obteve também o doutorado em teologia, 1º de fevereiro de 1820).
Aos dez anos, foi acometido por uma grave doença em Pozzuoli que quase o matou; seus pais, que tinham grande devoção por São Filippo Neri, atribuíram ao santo a cura de seu filho e o obrigaram a usar o hábito da ordem por um ano; no final da promessa, decidiu entrar no Oratório. Recebeu a tonsura eclesiástica de Monsenhor Giacomo Fransoni, seu tio-avô materno; e as ordens menores de Domenico Jorio, bispo de Samaria. Recebeu o subdiaconato de Dom Enrico Capecce Minutolo, Orat., de Mileto. Foi a Roma em 1807 para a canonização de S. Francesco Caracciolo e S. Buono, fundador dos clérigos menores regulares. Retornou a Nápoles e recebeu o diaconato de Bernardo della Torre, bispo de Lettere.
Foi ordenado sacerdote em 18 de março de 1809, em Nápoles, por Bernardo della Torre, bispo de Lettere. Exerceu o seu ministério pastoral em várias casas da ordem; trabalhou incansavelmente durante a epidemia de peste que atingiu Nápoles, sem cuidar da própria saúde.
Eleito bispo de Molfetta em 21 de fevereiro de 1820. Consagrado em 27 de fevereiro de 1820 (1) , igreja de S. Pietro in Vincoli, Roma, pelo cardeal Lorenzo Litta, bispo de Sabina, coadjuvado por Candido Maria Frattini, arcebispo titular de Filippi e vice-gerente de Roma, e por Michele Belli, arcebispo titular de Nazianzo e secretário da SC da Visita Apostólica. Assistente do Trono Pontifício, 18 de junho de 1824. Promovido à sé metropolitana de Nápoles, 15 de abril de 1833; os molfettesi ficaram muito infelizes quando souberam da transferência de seu bispo para Nápoles; ele não soube resistir à comoção e saiu secretamente de Molfetta.
Criado cardeal sacerdote no consistório de 29 de julho de 1833; recebeu o chapéu vermelho e o título de S. Agnese fuori le mura, em 30 de setembro de 1833. Foi condecorado com a Gran Croce del Reale Ordine di Francesco I .
Morreu em Nápoles em 29 de janeiro de 1844. Exposto e enterrado na catedral metropolitana de Nápoles. A oração fúnebre foi proferida pelo Cônego Luigi Monforte.